# 네네 체리
네네 체리(Neneh Cherry, 1964년 3월 10일 ~ )는 스웨덴의 싱어송라이터, 래퍼, DJ이다.

## 음반 목록
- Raw Like Sushi (1989)
- Homebrew (1992)
- Man (1996)
- Blank Project (2014)
- Broken Politics (2018)